# Willard (Wisconsin)
Willard – miasto w Stanach Zjednoczonych, w stanie Wisconsin, w hrabstwie Rusk.